# Онганиа, Хуан Карлос
Хуа́н Карлос Онгани́а Карба́льо (исп. Juan Carlos Onganía Carballo; 17 марта 1914, Маркос-Пас — 8 июня 1995, Буэнос-Айрес) — аргентинский военный и политический деятель. Фактически занимал должность президента Аргентины в 1966—1970 годах.

## Экономическая и социальная политика
В то время как предыдущие военные перевороты в Аргентине были направлены на создание временного переходного правительства военной хунты, «Аргентинская революция», которую возглавил Онганиа, преследовала цель создать новый политический и социальный строй, противопоставив его либеральной демократии и коммунизму. Военные заняли ведущие посты в политической и финансовой жизни страны. Политолог Гильермо О’Доннелл назвал этот тип политического режима «авторитарно-бюрократическим государством»; это касалось также и бразильского военного режима (1964—1985), режимов Аугусто Пиночета (начиная с 1973 года) в Чили и Хуана Марии Бордаберри в Уругвае.
Как военный диктатор, Онганиа приостановил деятельность политических партий и проводил политику партисипасионизма, при которой представители различных заинтересованных групп, таких как промышленники, сельскохозяйственные работники и так далее, формировали комитеты для консультаций с правительством. Тем не менее, на деле эти комитеты назначал сам диктатор. Онганиа также приостановил действие права на забастовки. В экономике и социальной сфере он придерживался корпоративистских принципов.
Министр экономики в правительстве Онганиа Адальберт Кригер Васена объявил о замораживании зарплаты (через 30%-ю инфляцию) и 40%-ой девальвации, что крайне негативно повлияло на состояние аргентинской экономики (в частности, сельского хозяйства) в пользу иностранного капитала. Кригер Васена также приостановил действие коллективных трудовых договоров, провёл реформу в области добычи полезных ископаемых, что привело к появлению частичной монополии государственных предприятий в этой отрасли, и подписал закон о высылке арендаторов из страны в случае неуплаты арендной платы.

## Политика в области культуры и образования
Правление Онганиа ознаменовало конец автономии университетов, которая была установлена в результате университетской реформы 1918 года.
Меньше чем за месяц пребывания на посту главы государства Онганиа стал ответственным за так называемую Ночь длинных палок, когда была отменена автономия университетов, во время которой был отдан приказ полиции ворваться на один из факультетов Университета Буэнос-Айреса. В результате многие студенты и преподаватели были избиты и арестованы. Многие из них были вынуждены позже покинуть страну, что повлекло «утечку мозгов», которую учёный мир Аргентины ощущает по сей день.
По приказу Онганиа также проводились репрессии по принципам «имморализма», запрещающие ношение мини-юбок, длинных волос для мужчин и все авангардные движения. Эта моральная кампания вызвала радикализацию среднего класса, представители которого массово присутствовали в аргентинских университетах.

## Протесты
В армии появились фракции, которые выступали за ограничение власти Онганиа. Таким образом, в конце мая 1968 года генерал Хулио Альсогарай выразил неповиновение правительству Онганиа, появились слухи о государственном перевороте. Наконец, Онганиа уволил руководителей армии: Алехандро Агустин Лануссе заменил Хулио Альсогарая, Педро Гнави заменил Бениньо Варела и Хорхе Мартинес Сувирия заменил Адольфо Альвареса.
Кроме того, диктаторский режим Онганиа был ослаблен в результате массового восстания рабочих и студентов, охватившего всю страну, в том числе народные выступления проходили в Росарио и Кордове. В забастовках участвовало 5 миллионов человек.
В конце концов группа во главе с генералом Алехандро Агустином Лануссе потребовала отставки Онганиа. Когда же тот отказался, его правительство было свергнуто военной хунтой.